# James Copeland
James Copeland (* 1. Mai 1923 in Helensburgh, Dunbartonshire; † 17. April 2002 in London) war ein schottischer Schauspieler und der Vater des Schauspielers James Cosmo.
Sein Filmdebüt gab er 1953 in der Komödie Laxdale Hall. Er spielte bis in die 1990er Jahre in mehr als fünfzig Filmproduktionen mit. Einer seiner bekanntesten Filme ist das Filmdrama Einst ein Held mit Alec Guinness in der Hauptrolle. Wie auch in diesem Film verkörperte er beinahe ausschließlich Nebenrollen und erlangte deshalb keine größere Bekanntheit.
In den 1990er Jahren zog er sich zurück und führte ein Leben abseits der Medien. Daher ist auch nichts über die Umstände seines Todes im April 2002 bekannt.

## Filmografie (Auswahl)
- 1953: Laxdale Hall
- 1953: Innocents in Paris
- 1954: Der alte Kahn (The Maggie)
- 1954: Mask of Dust
- 1954: You Lucky People
- 1956: Panzerschiff Graf Spee (The Battle of the River Plate)
- 1959: Die 39 Stufen (The 39 Steps)
- 1960: Einst ein Held (Tunes of Glory)
- 1967: Der Foltergarten des Dr. Diabolo (Torture Garden)
- 1967: Von Booten, Fischen und kleinen Pferden ( The big Catch)
- 1962–1970: Dr. Finlay’s Casebook (Fernsehserie)
- 1970: Das Privatleben des Sherlock Holmes (The Private Life of Sherlock Holmes)
- 1972: Adam Smith (Fernsehserie)
- 1976: Benny Lynch (Fernsehfilm)
- 1982: The Privilege
- 1985: Brigadista
- 1990: Big Man (The Big Man)
- 1991: Harlem Action (A Rage in Harlem)